# Champion (RuPaul)
Champion è il quarto album di inediti del cantante e drag queen RuPaul. È stato pubblicato su iTunes il 24 febbraio 2009. L'album è un misto di dance, electro pop, R&B, e hip-hop.

## Tracce
1. Main Event – 4:30
2. Jealous of My Boogie – 3:38
3. Cover Girl – 2:59
4. Tranny Chaser – 3:36
5. LadyBoy – 3:05
6. Champion – 3:37
7. Never Go Home Again – 4:43
8. Destiny Is Mine – 3:48
9. Let’s Turn the Night – 3:46
10. Devil Made Me Do It – 3:05
11. Theme from 'Drag Race' – 4:47
12. Throw Ya Hands Up – 5:48 – feat. Lady Bunny

## Classifiche
| Classifica (2009)                      | Posizione raggiunta |
| -------------------------------------- | ------------------- |
| U.S. Billboard Dance/Electronic Albums | 12                  |
| U.S. Billboard Top Heatseekers         | 26                  |